# Mimizan
Mimizan è un comune francese di 7 196 abitanti situato nel dipartimento delle Landes nella regione della Nuova Aquitania. È considerato il capoluogo dei Pays de Born.

## Società

### Evoluzione demografica
Abitanti censiti